# ボニファーチョ・ディ・サルッツォ
ボニファーチョ・ディ・サルッツォ（イタリア語：Bonifacio di Saluzzo, 1184年 - 1212年）は、デル・ヴァスト家出身のイタリア貴族。

## 生涯
ボニファーチョはサルッツォ侯マンフレード2世と、モンフェッラート侯グリエルモ5世の娘アラージアの間の長男として生まれた。1197年の記録に初めてボニファーチョの名が確認できる。父マンフレード2世は息子をピエモンテにおける自らの覇権的地位を強化し、名声や同盟をもたらすために利用した。実際に、ボニファーチョは1202年にコミタ1世・ディ・トッレスの娘でラインバウト・デ・ヴァケイラスにより歌われたマリアと結婚し、数人の子女をもうけた。ボニファーチョは父より3年前に死去し、息子マンフレード3世が1215年に祖父マンフレード2世の跡を継いでサルッツォ侯となった。

## 結婚と子女
ボニファーチョは1202年にマリア・ディ・トッレスと結婚し、以下の子女をもうけた。
- マンフレード3世（1204/6年 - 1244年） - サルッツォ侯
- アニェーゼ - サヴォイア伯トンマーゾ1世の息子アメデーオと婚約[3]
- ベアトリーチェ - 母と同様にラインバウト・デ・ヴァケイラスにより歌われた[3]